# أندريه هويكسترا
أندريه هويكسترا (بالهولندية: André Hoekstra) هو مدرب كرة قدم ولاعب كرة قدم هولندي في مركز الوسط، ولد في 5 أبريل 1962 في بارن في هولندا. شارك مع منتخب هولندا لكرة القدم. أما مع النوادي، فقد لعب مع آر كي سي فالفيك وفاينورد.

## وصلات خارجية
- أندريه هويكسترا على موقع قاعدة بيانات كرة القدم.إي يو (الإنجليزية)
- أندريه هويكسترا على موقع ناشيونال فوتبول تيمز (الإنجليزية)
- أندريه هويكسترا على موقع Soccerway.com (الإنجليزية)
- أندريه هويكسترا على موقع عالم كرة القدم.نت (الإنجليزية)